# Mercedes Scelba-Shorte
Mercedes-Yvette Scelba Shorte, también conocida como Mercedes Yvette, es una modelo y actriz estadounidense nacida el 24 de agosto de 1981, en Nueva Jersey. Participó en la segunda temporada de America's Next Top Model. Durante el programa, Scelba-Shorte reveló que padecía lupus.

## Antes de America's Next Top Model
Scelba-Shorte estudiaba en la Universidad Estatal de California, Northridge antes de formar parte de America's Next Top Model.  Fue elegida como una de las 12 finalistas de la segunda temporada del programa. 
En 2000, también apareció en el reality show de MTV Fear.

## Moda y actuación
Después de que apareciera en America's Next Top Model, se convirtió en la portavoz de la Lupus Foundation of America. 
Ha aparecido en revistas como Vestidos en 2005, Lupus (otoño 2004 y otoño 2007) o Teen Vogue.
Es la imagen  promocional de marcas como: Chili's, Target, Hewlett Packard, Sears, AT & T, Payless Shoes, Bell South, Chevy, Ancla Azul, Kohl's, Old Navy, Wal-Mart, Halston, Mervyn's o Macy's. Sus apariciones en la pasarela comprenden eventos como: el Dsquared Milán Fashion Show (primavera 2004), Rock & Republic, Estudios Juan Sakalis (otoño 2004). También fue imagen comercial del restaurante Chili's en 2007. 
Firmó por Nous Model Management en Los Ángeles en 2008. Posteriormente firmó con Elite Model Management, en la misma ciudad.
También ha realizado pequeños papeles en series de TV.